# Alsószölnök
Alsószölnök (em alemão: Unterzemming; esloveno: Dolnji Senik; prekmuro: Dolenji Senik) é um município da Hungria, situado no condado de Vas. Tem 10,02 km² de área e sua população em 2015 foi estimada em 368 habitantes.